# Assemblée populaire suprême
Pour les articles homonymes, voir APS.
14e législature
Assemblée du peuple
Palais de l'Assemblée Mansudae
L'Assemblée populaire suprême (en coréen : 최고 인민 회의 ; MR : Choego Inmin Hoe-ui) est le parlement monocaméral de la république populaire démocratique de Corée (RPDC, couramment appelée Corée du Nord). Elle a remplacé en 1948 l'Assemblée du peuple de Corée du Nord. Chacune des 687 circonscriptions élit un député pour un mandat de cinq ans.
En dehors des périodes de session ordinaire de l'APS (qui ne durent que quelques jours par an), l'autorité législative de l'APS est déléguée au Présidium de l'Assemblée populaire suprême, une formation plus restreinte constituée de députés choisis parmi les membres de l'APS.
Selon l'article 87 de la Constitution nord-coréenne, l'Assemblée populaire suprême est « l'organe suprême du pouvoir de la république populaire démocratique de Corée ». En outre, le président du Présidium de l'APS était à l'origine le chef de l'État de la Corée du Nord. Ce rôle est, depuis 2019, assuré par Choe Ryong-hae. L'article 100 de la constitution précise cependant que le titre de « dirigeant suprême de la république populaire démocratique de Corée » revient au président du Comité de la défense nationale, devenu Commission des affaires de l'État, poste détenu par Kim Jong-un.
À l'étranger, l'Assemblée populaire est généralement décrite comme un organe de façade, sans aucun pouvoir propre, qui ne se réunit que quelques jours par an pour approuver automatiquement les décisions de l'exécutif et du Parti du travail de Corée,,.

## Élection des députés et composition

### Désignation des membres
Les 687 députés de l'APS sont élus au suffrage universel direct, pour un mandat de cinq ans, par les citoyens âgés d'au moins dix-sept ans.
Tous les citoyens âgés d'au moins 17 ans sont éligibles, en principe indépendamment de leur affiliation partisane, de leurs idées politiques ou de leurs croyances religieuses.
Dans les faits, les élections en Corée du Nord ne répondent pas aux standards internationaux de la démocratie libérale, dans la mesure où le nombre de candidats est égal au nombre de postes à pourvoir. L'ensemble des candidats sont choisis par le Front démocratique pour la réunification de la patrie, un front populaire dominé par le Parti du travail de Corée.
Officiellement, l'élection se déroule à bulletin secret. Mais une personne souhaitant voter contre l'unique candidat sélectionné pour sa circonscription doit rayer son nom sur le bulletin « dans un isoloir spécial » — « un acte de rébellion [...] quasi-impensable ». En conséquence, les autorités affichent, lors de chaque élection, un taux d'approbation populaire de 100 % pour chaque candidat.
Les dernières élections se sont déroulées le 10 mars 2019.

### Statut des députés
Les députés de l'APS bénéficient de l'immunité parlementaire, conformément à l'article 99 de la Constitution nord-coréenne :

« Chaque député à l'Assemblée populaire suprême jouit de l'immunité parlementaire. Chaque député à l'Assemblée populaire suprême ne peut être arrêté ou puni sans l'autorisation de ladite Assemblée et, pendant les vacances de celle-ci, de son Présidium, sauf cas de flagrant délit. »

### Composition politique
En 2019, les 687 sièges de l'APS se répartissaient comme suit :
- 607 députés pour le Parti du travail de Corée ;
- 50 députés pour le Parti social-démocrate de Corée ;
- 22 députés pour le Parti Chondogyo-Chong-u ;
- 6 députés pour l'Association des Coréens résidant au Japon ;
- 2 députés indépendants, n'appartenant à aucun parti politique.

## Organisation interne

### Présidium

#### Désignation et compétences du Présidium
Le président, les vice-présidents, les vice-présidents d'honneur, le secrétaire général et les membres du Présidium de l'Assemblée populaire suprême sont élus et révoqués par cette dernière.
Le Présidium de l'Assemblée populaire suprême exerce le pouvoir législatif entre les sessions de l'Assemblée populaire suprême.
| Fonction                  | Titulaires                    |
| ------------------------- | ----------------------------- |
| Président                 | Choe Ryong-hae                |
| Vice-présidents           | Thae Hyong Chol, Kim Yong-dae |
| Vice-présidents d'honneur | Choe Yong-rim                 |
| Secrétaire général        | Jong Yong-guk                 |

#### Présidents du Présidium de l'Assemblée populaire suprême
Entre 1972 et 1998, le titre est président du comité permanent.
| Période     | Nom            |
| ----------- | -------------- |
| 1948 - 1957 | Kim Du-bong    |
| 1957 - 1972 | Choi Yong-kun  |
| 1972 - 1983 | Hwang Jang-yop |
| 1983 - 1998 | Yang Hyong-sop |
| 1998 - 2019 | Kim Yong-nam   |
| Depuis 2019 | Choe Ryong-hae |

### Présidents et vice-présidents de l'Assemblée
Conformément à l'article 94 de la Constitution, le président et les vice-présidents de l'Assemblée populaire suprême sont élus par celle-ci.
| Fonction        | Titulaires                |
| --------------- | ------------------------- |
| Président       | Pak Thae-song             |
| Vice-présidents | Pak Chol Min, Pak Kum Hui |

## Commissions

### Commissions permanentes
L'article 98 prévoit l'existence de plusieurs commissions permanentes :
- la commission des lois ;
- la commission des finances ;
- d'autres commissions sectorielles (dont le nombre et les compétences relèvent de l'organisation interne de l'APS).

Les commissions sectorielles de l'Assemblée populaire suprême sont composées de présidents, de vice-présidents et d'autres membres. Elles aident l'Assemblée populaire suprême en établissant les projets de politique et de loi de l'État, en les examinant ou en prenant des mesures pour les exécuter.
Pendant les intersessions, les commissions sectorielles sont placées sous la direction du Présidium de l'Assemblée populaire suprême.

### Commission de validation des élections
En application des dispositions de l'article 96 de la Constitution, l'Assemblée populaire suprême, au cours de sa première session à chaque législature, élit la commission chargée de vérifier la validité de l'élection des députés.
L'Assemblée populaire suprême valide les élections législatives sur la base du rapport présenté par la commission de validation.

## Pouvoirs

### Compétences législatives
Conformément à l'article 91 de la Constitution, l'Assemblée populaire suprême dispose du pouvoir législatif :
- d'établir ou de réviser ou d'amender les lois ;
- d'approuver les lois importantes adoptées par le Présidium de l'Assemblée populaire suprême pendant les vacances de celle-ci ;
- d'arrêter les principes fondamentaux de la politique intérieure et extérieure de l'État ;
- d'examiner le plan de développement économique de l'État et le rapport d'exécution de ce dernier et de les approuver ;
- d'examiner le budget de l'État et le rapport d'exécution de ce dernier et de les approuver  ;
- en cas de besoin, d'écouter le rapport d'activité du Cabinet des ministres et des organismes centraux et de prendre les mesures nécessaires ;
- de décider la ratification et l'annulation des accords proposés à l'Assemblée populaire suprême.

### Nominations
L'Assemblée dispose aussi d'un certain nombre de pouvoirs de nomination :
- d'élire ou de révoquer le président de la Commission des affaires de l'État de la république populaire démocratique de Corée ;
- d'élire ou de révoquer le premier vice-président, les vice-présidents ou les membres du Comité de la Défense nationale de la république populaire et démocratique de Corée sur proposition du président de ce comité ;
- de nommer ou de destituer le procureur général du Parquet central ;
- d'élire ou de révoquer le président de la Cour centrale ;
- d'élire ou de révoquer les présidents, les vice-présidents et les membres des commissions sectorielles de l'Assemblée populaire suprême.

### Contrôle du gouvernement et pouvoir exécutif
L'Assemblée populaire suprême dispose aussi de compétences relevant du contrôle du gouvernement et de l'exercice du pouvoir exécutif :
- élire ou révoquer le premier ministre ;
- nommer les vice-premiers ministres, les présidents de comité, les ministres et autres membres du Cabinet des ministres sur proposition du premier ministre ;
- promulguer les lois et les autres décisions prises par l'Assemblée populaire suprême.

### Compétences constitutionnelles
En application des articles 91 et 97 de la Constitution, l'Assemblée populaire suprême a le pouvoir de réviser ou d'amender la Constitution, à la majorité qualifiée des deux tiers des députés.